# فرانس فان لوی
فرانس فان لوی (فرانسوی: Frans Van Looy‎؛ زادهٔ ۲۶ اوت ۱۹۵۰ - درگذشته ۲۰ سپتامبر ۲۰۱۹) دوچرخه‌سوار اهل بلژیک بود.